# Eupithecia dargei
Eupithecia dargei là một loài bướm đêm trong họ Geometridae.